# 小刀蛏
是一個雙殼綱軟體動物物種。舊屬帘蛤目的刀蛏科:188，今屬貧齒蛤目毛蛏科。

## 分佈
本物種主要分佈於日本的房總半島以南、韩国、中国大陆的遼寧、河北、山東、浙江、福建、廣東、廣西北部灣、海南、台湾及東南亞的马来西亚等地。
棲息於潮间带自潮下带20米到50米深的細沙質海底，最深可達海平面下98米。

## 食用
小刀蛏在烹調前一般用泡在鹽水中過夜，好讓牠們吐出胃裡的所有食物和沙子，然後才沖洗、去除外殼和內臟。烹調方法一般都用白胡椒，又或配以辣椒、蒜蓉等來調味。